# Dial Hard
Dial Hard è il secondo album in studio della rock band svizzera Gotthard, pubblicato nel gennaio del 1994 dalla BMG/Ariola.
L'album ha debuttato alla seconda posizione della classifica svizzera il 30 gennaio 1994 e ha raggiunto il primo posto la settimana successiva, mantenendolo per cinque settimane consecutive. Si è trattato del primo di una lunga serie di album dei Gotthard arrivati fino al numero 1 in patria.
È stato ristampato il 23 febbraio 1994 con l'aggiunta di due tracce bonus per il mercato asiatico. Per l'occasione, è stato anche pubblicato il singolo Higher esclusivamente in Giappone.

## Tracce
Tutte le canzoni sono state composte da Steve Lee, Leo Leoni e Chris von Rohr, eccetto dove indicato.
1. Higher – 4:32
2. Mountain Mama – 3:52
3. Here Comes the Heat – 3:01
4. She Goes Down – 4:53
5. I'm Your Travellin' Man – 5:25 (Mandy Meyer)
6. Love For Money – 3:40
7. Get It While You Can – 5:42
8. Come Together – 4:47 (Lennon-McCartney)
9. Dirty Devil Rock – 4:15
10. Open Fire – 4:56
11. I'm On My Way – 5:58

Tracce bonus della versione asiatica
1. Good Time Lover (Live) – 5:16
2. Rock and Roll (Live) – 4:45 (Jimmy Page, John Paul Jones, Robert Plant, John Bonham)

- La traccia 5 è stata originariamente registrata dai Cobra per l'album First Strike
- La traccia 8 è stata originariamente registrata dai Beatles  per l'album Abbey Road
- La traccia 13 è stata originariamente registrata dai Led Zeppelin per l'album Led Zeppelin IV

## Formazione
- Steve Lee – voce
- Leo Leoni – chitarre
- Marc Lynn –  basso
- Hena Habegger –  batteria

### Altri musicisti
- Pat Regan – tastiere
- Steve Bishop – chitarre (tracce 5, 11)
- Steve Bailey – basso (tracce 9, 11)
- Igor Gianola – secondo chitarrista durante il tour

## Classifiche

### Classifiche settimanali
| Classifica (1994) | Posizione massima |
| ----------------- | ----------------- |
| Germania          | 60                |
| Giappone          | 66                |
| Svizzera          | 1                 |

### Classifiche di fine anno
| Classifica (1994) | Posizione |
| ----------------- | --------- |
| Svizzera          | 14        |